# NGC 4245
NGC 4245 ist eine linsenförmige Galaxie vom Hubble-Typ SB0/a mit ausgedehnten Sternentstehungsgebieten im Sternbild Coma Berenices am Nordsternhimmel. Sie ist schätzungsweise 39 Millionen Lichtjahre von der Milchstraße entfernt und hat einen Durchmesser von etwa 35.000 Lichtjahren. Gemeinsam mit 18 weiteren Galaxien bildet sie die NGC 4274-Gruppe (LGG 279).
Im selben Himmelsareal befinden sich u. a. die Galaxien NGC 4253, NGC 4274, NGC 4278, IC 779.
Das Objekt wurde am 13. März 1785 von dem Astronomen William Herschel mit Hilfe seines 18,7 Zoll-Teleskops entdeckt.